# Deaver, Wyoming
Deaver är en småstad (town) i Big Horn County i norra Wyoming, USA. Staden hade 178 invånare vid 2010 års folkräkning.

## Geografi
Deaver ligger i Bighorn Rivers bäcken i norra Wyoming, omkring 15 kilometer nordost om Powell, Wyoming.

## Historia
Staden döptes efter D. Clem Deaver, chef för Chicago, Burlington & Quincy Railroad:s nybyggarkontor som organiserade bosättningen av området, efter att järnvägslinjen från Frannie dragits längs Big Horn River i början av 1900-talet.

## Kommunikationer
Deaver ligger vid U.S. Route 310, på den plats där den möter Wyoming State Route 114. BNSF:s järnvägslinje och Route 310 fortsätter härifrån norrut över delstatsgränsen mot Montana, där de möter Interstate 90 i Laurel strax väster om Billings.